# 薩伊省 (尼日爾)
13°07′09″N 1°47′58″E / 13.11917°N 1.79944°E

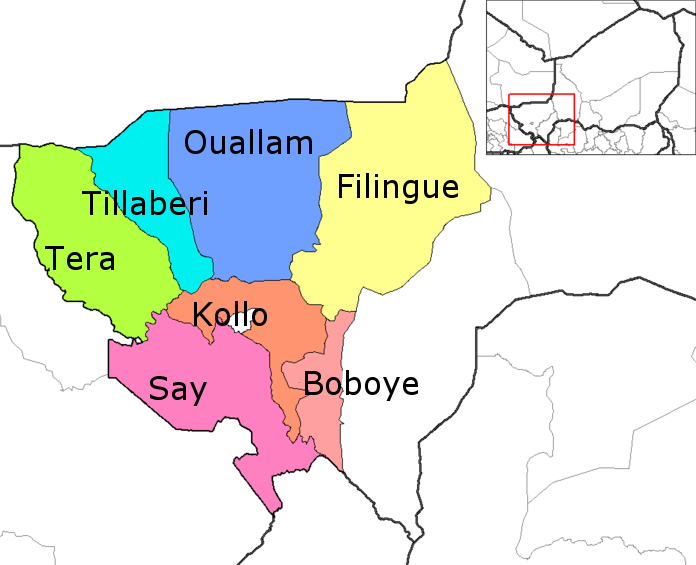

薩伊省（法語：Say），是尼日爾的省份，位於該國西部，由蒂拉貝里大區負責管轄，西北面是泰拉省，面積14,430平方公里，2001年人口316,439，人口密度每平方公里21.9人。